# Craig Laughlin
Craig Alan Laughlin (* 4. Mai 1958 in Toronto, Ontario) ist ein ehemaliger kanadischer Eishockeyspieler, -funktionär und Sportkommentator, der im Verlauf seiner aktiven Karriere zwischen 1976 und 1990 unter anderem 582 Spiele für die Canadiens de Montréal, Washington Capitals, Los Angeles Kings und Toronto Maple Leafs in der National Hockey League (NHL) auf der Position des rechten Flügelstürmers bestritten hat. Laughlins letzte Profistation war in der Saison 1989/90 der EV Landshut aus der Eishockey-Bundesliga.

## Karriere
Laughlin spielte während seiner Juniorenzeit zunächst in der Saison 1975/76 für die Wexford Raiders in der Ontario Provincial Junior A Hockey League (OPJHL). Im Sommer 1976 zog es den Stürmer schließlich in die Vereinigten Staaten, wo er sein Studium an der Clarkson University im Bundesstaat New York begann. Parallel zu seinem Studium lief er in den folgenden vier Jahren bis zum Frühjahr 1980 für deren Universitätsmannschaft, die Clarkson Golden Knights, in der ECAC Hockey, einer Division im Spielbetrieb der National Collegiate Athletic Association (NCAA), auf. Im Verlauf der vier Jahre bestritt der Kanadier 127 Spiele für die Mannschaft, in denen er 168 Scorerpunkte sammelte. Bereits nach seinem Rookiejahr war Laughlin im NHL Amateur Draft 1977 in der zehnten Runde an 162. Stelle von den Canadiens de Montréal aus der National Hockey League (NHL) ausgewählt worden. Sein viertes und letztes Jahr hatte er als Mannschaftskapitän der Golden Knights bestritten.
Unmittelbar nach Beendigung des College-Spieljahres 1979/80 beorderten die Canadiens ihren Jungspieler zu ihrem Farmteam, den Nova Scotia Voyageurs, in die American Hockey League (AHL). Dort kam der Flügelangreifer im restlichen Verlauf der Saison zu seinem Profidebüt. Die folgende Spielzeit verbrachte Laughlin komplett bei den Voyageurs, absolvierte verletzungsbedingt aber nur 46 Spiele. Dennoch sammelte er 61 Scorerpunkte. Nachdem er zu Beginn der Saison 1981/82 ebenfalls im Kader Nova Scotias gestanden hatte, debütierte er Anfang Dezember 1981 im Kader Montréals und erarbeitete sich dort bis zum Saisonende, an dem er 36 Spiele bestritten hatte, einen Stammplatz. Bevor er jedoch weitere Partien für die Habs absolvieren konnte, wurde er im September 1982 in einem sechs Spieler umfassenden Transfergeschäft an die Washington Capitals abgegeben. Während er gemeinsam mit Doug Jarvis, Rod Langway und Brian Engblom in die US-amerikanische Landeshauptstadt wechselte, erhielten die Franko-Kanadier im Gegenzug Ryan Walter und Rick Green aus Washington.
Bei den Washington Capitals fand Laughlin in den folgenden fünfeinhalb Jahren eine sportliche Heimat. Es gelang ihm sich auf Anhieb eine Stammkraft zu werden, und so steigerte er seine Punktausbeute in den ersten vier Jahren von 44 auf 75 Scorerpunkte in der Saison 1985/86. Im selben Spieljahr erreichte er zudem auch die Marke von 30 Toren. Nachdem ihm in der Spielzeit 1987/88 nur zehn Punkte in den ersten 40 Spielen gelangen waren, trennten sich die Capitals im Februar 1988 von ihm, als sie ihn im Tausch für Grant Ledyard an die Los Angeles Kings abgaben. Mit zwölf Punkten in 19 Einsätzen erholte er sich dort merklich aus seiner Krise. Die Kings verlängerten seinen auslaufenden Vertrag jedoch nicht, woraufhin er im Juni 1988 als Free Agent einen Vertrag bei den Toronto Maple Leafs aus seiner Geburtsstadt unterzeichnete. Dort verbrachte er die letzte NHL-Saison seiner Karriere.
Zur Saison 1989/90 fand der Kanadier keinen neuen Arbeitgeber in der NHL. Er wechselte daraufhin nach Europa, wo er sich dem EV Landshut aus der Eishockey-Bundesliga anschloss. Den Landshutern war damit ein echter Transfercoup gelungen, der sich vor allem in der Relegationsrunde auszahlte. Mit 47 Scorerpunkten in den 18 Relegationsspielen war er fast an der Hälfte der 106 Landshuter Tore beteiligt und somit hauptverantwortlich für den Verbleib des EVL in der Bundesliga. Nach der Spielzeit beendete er im Alter von 32 Jahren seine aktive Karriere.
In der Folge seines Rücktritts erhielt Laughlin vor der Saison 1990/91 ein Angebot als Analyst für die TV-Übertragungen seines Ex-Teams Washington Capitals zu arbeiten. Diese Anstellung verfolgte er bis zum Ende der Saison 2002/03. Zwischenzeitlich hatte er sich auch als Teilhaber der Richmond Renegades aus der East Coast Hockey League (ECHL) eingekauft und dort zur Spielzeit 1994/95 den Posten des General Managers angenommen. Mit den Renegades gewann er in diesem Jahr den Riley Cup. Zusätzlich wurde er selbst als ECHL Executive of the Year ausgezeichnet und stieg anschließend in der Organisation zum President of Hockey Operations auf. In dieser Funktion war er bis zum Sommer 2000 tätig.

## Erfolge und Auszeichnungen
- 1995 Riley-Cup-Gewinn mit den Richmond Renegades (als General Manager)
- 1995 ECHL Executive of the Year (gemeinsam mit Harry Feuerstein)

## Karrierestatistik
(Legende zur Spielerstatistik: Sp oder GP = absolvierte Spiele; T oder G = erzielte Tore; V oder A = erzielte Assists; Pkt oder Pts = erzielte Scorerpunkte; SM oder PIM = erhaltene Strafminuten; +/− = Plus/Minus-Bilanz; PP = erzielte Überzahltore; SH = erzielte Unterzahltore; GW = erzielte Siegtore; 1 Play-downs/Relegation; Kursiv: Statistik nicht vollständig)